# Eskulapa
Eskulapa – niewielkie osiedle w Bydgoszczy leżące w Dzielnicy Wschodniej, stanowiące część tzw. Nowego Fordonu. Sąsiaduje z osiedlem Przylesie i Lasem Gdańskim.
Granice osiedla wyznaczają: od wschodu - ul. Korfantego, od południa - ul. Akademicka, od zachodu - ul. Jasiniecka, a od północy ul. Pod Skarpą. Do osiedla nie należy jednak las między ul. Jasiniecką, Akademicką, Matki Teresy z Kalkuty i Ciszewskiego.
Niewielkie osiedle w większości stanowią bloki wielorodzinne Nordic Residence, Wojskowej Agencji Mieszkaniowej oraz JAKON. W 2018 utwardzono ażurowymi płytami betonowymi ulicę Sybiraków.

## Historia i nazwa
Tereny osiedla zostały przyłączone do Bydgoszczy w 1973 roku wraz z przyłączeniem miasteczka Fordon. Nazwa pochodząca od rzymskiego boga, opiekuna sztuki lekarskiej związana jest z faktem umiejscowienia na terenie osiedla wielu ośrodków służby zdrowia, głównie onkologicznych.

## Ważniejsze obiekty
- Centrum Onkologii – przy ul. Romanowskiej
- Hospicjum Dom Sue Ryder - przy ul. Roentgena
- Hotel Pozyton - przy ul. Romanowskiej